# Maracaí
Maracaí este un oraș în São Paulo (SP), Brazilia.